# Río Gualeguay
Le río Gualeguay est une des plus importantes rivières de la province mésopotamienne d'Entre Ríos en Argentine. 
Ce cours d'eau nait au nord de la province, dans la région située entre les villes de Federación et de San José de Feliciano, puis il serpente au centre de la province, en ayant une direction générale sud-sud-ouest sur plus ou moins 350–375 km, recevant un grand nombre d'affluents. Il arrose les villes de Villaguay, Rosario del Tala et Gualeguay, et termine son cours dans le delta du río Paraná, plus précisément dans la branche Pavón/Paraná Ibicuy du Delta.
Le bassin versant du río Gualeguay couvre une superficie de 22 716 km2 (plus ou moins un gros quart de la province), dans une aire déprimée entre deux systèmes de basses collines de l'Entre Ríos : à l'ouest la Cuchilla de Montiel et à l'est la Cuchilla Grande. 

## Débit
Des mesures effectuées dans les années (sèches) de 1964–1968 ont donné un débit moyen de 
210 m3/s.